# Barreto Coutinho
Ermírio Barreto Coutinho da Silveira (Limoeiro, 30 de junho de 1893 — Curitiba, 31 de agosto de 1975) foi um médico e poeta brasileiro.

## Formação
Iniciou Direito na Faculdade de Direito do Recife, porém não concluiu o curso.
Iniciou o curso de medicina na Faculdade de Medicina da Bahia, transferindo-se, no segundo ano, para a Faculdade de Medicina do Rio de Janeiro, onde concluiu o curso, em 1918, em plena epidemia de Gripe espanhola.
Em seu Álbum de Doutorandos, editado com atraso por conta da necessidade de combate à epidemia, seu colega A. Xavier de Oliveira escreveu, a seu respeito:
| “ | Médico, poeta, jornalista e satírico. Sua vida é de contínuo humor. Todos os colegas lhe reclamam sempre um pouco de atenção e de palestra, que sabe fazer espirituosa e interessante. Pode reinar o mais absoluto silêncio onde esteja uma centena de estudantes! Chegue o Coutinho e ter-se-á logo em que prender a atenção: um gesto seu, uma palavra sua, uma ideia faz despertar a todos do torpor em que, acaso, encontrem-se. Ainda mais. Nos assuntos de alta relevância, em que se empenha a sério, ninguém mais se interessa e trabalha do que ele. Talvez até guarde consigo um atroz recôndito inimigo que sua energia não deixa que se transforme em chaga cancerosa… Os seus dotes de espírito e de coração mandam que se veja nele um homem triunfador e feliz. | ” |

## Atuação profissional
Antes de sua formatura em medicina, trabalhou como redator em A Província, do Recife.
Como médico, empenhou-se, desde estudante, no combate à Gripe espanhola no Rio de Janeiro, transferindo-se, depois, para Curitiba, onde exerceu sua profissão.

## Participação literária
Barreto Coutinho pertenceu às seguintes entidades literárias:
- União Brasileira de Trovadores - seção Paraná (foi presidente);
- Sociedade Brasileira de Escritores Médicos;
- Academia de Letras José de Alencar;
- Centro de Letras do Paraná;
- União Brasileira de Escritores;
- Associação Profissional de Escritores do Paraná.

## Livros publicados
- …Um médico de saúde - 1959 (memórias);
- Radiações do ocaso - 1969 (poemas);
- Florações do outono - 1970 (poemas).

## Patrono
Barreto Coutinho é homenageado pela Academia Brasileira de Médicos Escritores, como patrono da cadeira 41.

## Trova famosa
Em 1912 o jornal A Província publicou um poema de Barreto Coutinho intitulado Mãe querida. Um poema com 10 estrofes de 4 versos: as duas primeiras com decassílabos, que faziam introito para as oito seguintes, em redondilhas.
A sexta estrofe assim expressava:
| “ | Uma vez vi-a rezando aos pés da Virgem Maria; era uma Santa escutando o que outra santa dizia. | ” |

Um anônimo desgarrou-a do poema, alterou o primeiro verso e a divulgou como uma trova. Muitas vezes creditada a outros autores, até que em 1968 a União Brasileira de Trovadores deu oficialmente o crédito ao verdadeiro autor.
A trova, modificada e famosa, diz:
| “ | Eu vi minha mãe rezando aos pés da Virgem Maria; era uma Santa escutando o que outra santa dizia. | ” |